# Pineda de Mar
Pineda de Mar település Spanyolországban, Barcelona tartományban. Lakosainak száma 29 455 fő (2024).

## Földrajza
Pineda de Mar Tordera, Santa Susanna, Calella és Sant Cebrià de Vallalta községekkel határos.

## Megközelítése
A település Barcelona felől a Barcelona–Mataró–Maçanet-Massanes-vasútvonalon közelíthető meg a RENFE/Rodalies de Catalunya R1 elővárosi járataival.

## Testvértelepülések
- Frontignan
- Arles-sur-Tech

## Népesség
A település lakosságának változását az alábbi diagram mutatja:
| Lakosok száma | 493  | 1859 | 3262 | 3718 | 13 951 | 23 539 | 26 203 | 25 948 | 27 272 | 29 455 |
|               | 1717 | 1887 | 1936 | 1960 | 1986   | 2004   | 2009   | 2014   | 2019   | 2024   |